# 채 장후
채 장후(蔡莊侯, ? ~ 기원전 612년)는 중국 춘추 시대의 인물로, 제15대 채후이다. 성은 희(姬), 휘는 갑오(甲午)다.
제14대 채후 채 목후의 아들로, 목후 29년(기원전 646년)에 목후가 죽자 채후가 되었다.
장후 7년(기원전 639년)에 송 양공이 주도해 우(盂)에서 연 회맹에 참여했는데, 이 회맹에 참여한 초 성왕이 송 양공을 사로잡았다. 장후 13년(기원전 633년)에는 초나라의 지휘를 받아 초 · 진 · 정 · 허나라와 함께 송나라를 포위했다. 송나라는 진나라에 구원을 요청했고, 진 문공은 송나라의 구원에 응해 마침내 장후 14년(기원전 632년)에 진나라 측 연합군과 초나라 측 연합군은 성복에서 맞싸웠다(성복 전투). 이 전투에서 채나라 군대는 진나라와 함께 초나라의 우군에 속했는데, 진나라 하군 부장으로 진나라와 채나라 군대와의 싸움을 맡은 서신(胥臣)이 말에 범 가죽을 씌우고 공격해 오자 진나라와 채나라 군대는 붕괴되었고 초나라의 우군까지 붕괴되었다. 전투 결과 초나라 군의 좌 · 우군이 모두 패했다. 초나라가 졌기에 장후는 진 문공이 주도한 5월 계축일의 천토 회맹에 참여했고, 겨울에 진 문공이 더 크게 연 회맹에도 참여해 주 양왕에게 입조했다. 장후 29년(기원전 617년), 초 목왕이 패업을 노리자 호응해 진 · 정나라와 함께 궐맥에 주둔해 송나라를 엿봤고, 송나라는 초나라에 굴복했다. 제후국을 뺏긴 진나라에서는 장후 33년(기원전 613년)에 신성(新城)에서 회맹을 열어 다시 제후국을 모았는데, 진 · 정 · 송나라는 이 회맹에 참여해 다시 진나라에 속했으나 채나라는 가지 않았기에 장후 34년(기원전 612년)에 진나라 극결(郤缺)의 침입을 받았다. 채나라는 도성이 함락되어 성하의 맹약을 맺었다. 이해에 죽어 아들 문후 신이 뒤를 이었다.

## 가계
- 채 목후
  - 채 장후
    - 채 문후
    - 공자 섭(燮)